# BFG 9000
A BFG 9000 az id Software által kitalált futurisztikus fegyver, ami a Doom-sorozatokban szerepel. A BFG 9000 egy olyan hatalmas, fémből készült fegyver, ami zöld plazma-lövedéket lő ki. Vitathatatlanul a legerőteljesebb a sorozatban, mivel képes akár a közeli és a távoli ellenségeket is megölni egyszerre. A későbbi FPS stílusú videojátékokban is készítettek hasonló fegyvereket, de közülük csak kevés lett olyan híres, mint a BFG 9000. A Quake II-ben és Quake III Arena-ban is megjelenik ez a fegyver BFG10K néven, s mintegy tiszteletadásképpen tették bele a játékokba a készítők.

## A név eredete
A fegyver nevének eredete a Big Fucking Gun szóból származik (magyarul Kibaszott Nagy Fegyver), amit Tom Hall írt le a Doom tervdokumentumában. Ettől függetlenül jó pár más szóból is eredeztetik a fegyver nevét, mint például a Big Fraggin Gun-ból (Nagyot Kaszáló Fegyver), de az 1995-ben kiadott Doom-ról készült képregényben a karakterek Big Freaking Gun-nak hívják (Istentelen Nagy Fegyver). A Doom filmben viszont Bio Force Gun a neve (Bio-Energiai Fegyver), bár amikor szóba kerül, akkor meg Big Fucking Gun-ként említik.